# تركي الشمري (لاعب كرة قدم مواليد 2001)
تركي فهد الشمري لاعب كرة قدم سعودي لعب سابقاً في نادي الطائي كحارس مرمى.